# Яо Чан
Яо Чан (на китайски: 姚萇; на пинин: Yáo Cháng) е първият император на Късна Цин, управлявал през 384 – 394 година.

## Биография
Той е роден през 331 година в семейството на Яо Иджун, един от водачите на народа цян и военачалник на империята Хоу Джао. По време на междуособиците след нейното разпадане през 351 година е на служба при своя брат Яо Сян, който установява контрол над част от Северен Китай, но през 357 година е разгромен и убит и императора на Ранна Цин Фу Дзиен.
Фу Дзиен остовя Яо Чан жив и го взима на служба в своята армия. Известно време е управител на южната част на днешен Съчуан, а през 376 година участва в разгрома на Ранна Лян. След поражението на Фу Дзиен в битката при река Фей много от неговите военачалници, включително и Яо Чан, оглавяват бунтове срещу Ранна Цин.
През 384 година Яо Чан се обявява за самостоятелен владетел на Късна Цин в източната част на Гансу, а през следващата година залавя и убива Фу Дзиен. През следващите години той продължава да воюва с променлив успех с неговите наследници в Ранна Цин.
Яо Чан умира в началото на 394 година и е наследен от сина си Яо Син.